# Plan Alón

Mapa del Plan de Alón. En verde, las zonas a ser devueltas a Jordania; en azul claro, las áreas a ser anexadas a Israel; en verde claro, Gaza y en amarillo, los asentamientos israelíes en 1970 anexados por Israel

El Plan de Alón (en hebreo: תוכנית אלון) era un plan para dividir Cisjordania entre Israel y Jordania, crear un estado druso en los Altos del Golán ocupados por Israel y devolver la mayor parte de la península del Sinaí al control árabe. El plan fue elaborado por el ministro israelí Igal Alón poco después de la guerra de los Seis Días en junio de 1967.
El objetivo general del plan era anexar la mayor parte del valle del Jordán desde el río hasta las laderas levantinas de la cordillera de Cisjordania, Jerusalén oriental, y Gush Etzion, a Israel. Las partes restantes de Cisjordania se convertirían en territorio autónomo palestino o regresarían a Jordania, incluido un corredor a Jordania a través de Jericó. El rey Huséin I de Jordania rechazó el plan.

## El plan
El Plan de Alón se basó en la doctrina de que la soberanía israelí sobre una gran parte de los territorios ocupados por Israel era necesaria para la defensa de Israel. Por otro lado, Alón quería que Israel devolviera los territorios poblados y la mayor parte de la península del Sinaí al control árabe, con el fin de avanzar hacia una solución al conflicto árabe-israelí. El plan fue diseñado para incluir a la menor cantidad posible de árabes en las áreas reclamadas para Israel. Dirigentes israelíes descartaron la posibilidad de incorporar a la población palestina de Cisjordania a un Israel más grande porque habría cambiado drásticamente la orientación demográfica judía del estado.
Igal Alón presentó el plan cuando se desempeñó como ministro de Trabajo bajo el primer ministro Levi Eshkol. Según el Plan de Alón, Israel anejaría la mayor parte del valle del Jordán, desde el río hasta las laderas levantinas de la cordillera de Cisjordania, Jerusalén oriental y el bloque Etzion. Al mismo tiempo, las zonas densamente pobladas de la región montañosa de Cisjordania, junto con un corredor que incluía Jericó, se ofrecerían a Jordania. El plan también incluía la creación de un estado druso en la gobernación de Quneitra en Siria, incluidos los Altos del Golán ocupados por Israel.
En la versión inicial del Plan de Alón, se concibió que la Franja de Gaza se anejaría a Israel. Sin embargo, en una revisión posterior del plan, Alón concibió Gaza como parte de un estado jordano-palestino.

## Presentación del plan y esfuerzos diplomáticos
Después de la guerra de los Seis Días, los jerarcas israelíes consideraron dos posibilidades para poner fin a la ocupación: la «opción jordana», manteniendo la transferencia del control de la mayor parte del territorio de Cisjordania al monarca jordano, o alternativamente la «opción palestina» , bajo el cual los palestinos obtendrían autonomía o un estado independiente.
La mayoría del Gobierno, incluido Igal Alón, estaba a favor de la opción palestina. En junio de 1967, según el periodista Reuven Pedatzur, escribiendo en 2007 en un artículo en Haaretz, Alón expresó cautela sobre la opción jordana. En julio de 1967, el primer ministro Levi Eshkol declaró que para garantizar las necesidades de seguridad de Israel no había otra opción que seguir controlando militarmente toda la zona hasta el río Jordán. Pero para evitar convertir a Israel en un estado binacional, los ciudadanos árabes de Cisjordania deberían recibir un estatus especial. Una región autónoma cuasi independiente fue la primera opción.
El 27 de julio de 1967, Alón presentó la primera versión de su plan basado en la opción palestina, que incluía la autonomía palestina en Cisjordania. La región autónoma constaba de dos grandes enclaves, separados por el área del Gran Jerusalén, desde Israel en el oeste hasta el valle del Jordán en el este. Una gran mayoría de ministros rechazó el plan cuando fue presentado al pleno del gobierno el 30 de julio.
A principios de 1968, Alón abandonó la opción palestina y en su lugar adoptó la opción jordana. Adaptó el Plan de Alón agregando un corredor entre Cisjordania y Jordania a través del área de Jericó, proponiendo que el valle del Jordán permaneciera en manos israelíes junto con Gush Etzion, parte de las estribaciones de Hebrón y Jerusalén oriental. Todo el resto se entregaría al rey Huséin. La mayoría de los miembros del Gobierno respaldaron entonces el Plan de Alón como base de la política.
De febrero a septiembre de 1968, Eshkol mantuvo conversaciones secretas con jerarcas palestinos en los Territorios Ocupados sin resultado. Paralelamente a las conversaciones, las conversaciones secretas con Jordania comenzaron en Londres en mayo de 1968 y terminaron en noviembre de ese año. Aunque el Plan de Alón nunca fue respaldado oficialmente por los sucesivos gabinetes israelíes, el plan de paz que Israel ofreció al rey Huséin en septiembre de 1968 se basó en él. Las condiciones incluían la desmilitarización de Cisjordania, el despliegue de tropas israelíes en el valle del Jordán y la anexión israelí de una franja de tierra de 10 a 15 kilómetros de ancho a lo largo del río Jordán (la frontera con Jordania), la mayoría del desierto de Judea a lo largo del mar Muerto y Jerusalén oriental. Los arreglos debían ser válidos para las generaciones venideras. Huséin, sin embargo, rechazó el plan. Se apegó a la Resolución 242 del Consejo de Seguridad de la ONU, incluida la declaración de que los territorios no se pueden adquirir por la fuerza. Mientras Israel mantendría el control militar sobre toda Cisjordania y anexaría alrededor de un tercio del territorio, Jordania obtendría el control político sobre los dos tercios restantes. Finalmente, el rey Huséin interrumpió las conversaciones. Israel quería quedarse con Gaza, pero no descartó discusiones sobre su futuro. La devolución de Jerusalén oriental no estaba abierta a discusión.

## Política de asentamientos
Durante la primera década de la ocupación, la política de asentamientos israelí se basó en gran medida en el Plan de Alón. A medida que el Plan propagaba una doctrina de seguridad, el río Jordán marcaba la frontera estratégica de Israel, sirviendo como zona de amortiguamiento entre Israel y el "Frente Oriental". Los asentamientos construidos en el valle del Jordán fueron diseñados como miradores permanentes de posición avanzada en la franja de 15 kilómetros de ancho a lo largo del valle del Jordán y el desierto de Judea para ser anexados por Israel. Los palestinos ven el valle del Jordán, la parte más fértil de Cisjordania con importantes recursos hídricos, como el granero del futuro Estado palestino.
En junio de 1967, Israel anexó de facto Jerusalén oriental y las partes circundantes de Cisjordania incorporando las áreas en la Municipalidad de Jerusalén, aunque evitó cuidadosamente el uso del término «anexión» o «anejo». En los años siguientes, se llevó a cabo una extensa construcción de asentamientos en el área del Gran Jerusalén, lo que resultó en un anillo de asentamientos israelíes que separa Jerusalén del resto de Cisjordania.
Si bien Hebrón estaba predestinado en el Plan de Alón a ser parte de la región autónoma palestina, en 1968 Israel dejó en claro a Jordania que, además del anejo del valle del Jordán, también quería una franja de territorio que llegara al área de Hebrón. Dos años más tarde, el gobierno laborista aprobó la construcción del asentamiento de Kiryat Arba, en las afueras de la frontera oriental del municipio. Kiryat Arba marcó la frontera occidental del territorio reclamado por Israel en el Plan de Alón y bloqueó la zona de acumulación palestina de Hebrón en el este. En los años siguientes se establecieron asentamientos judíos en las afueras del sur de la Ciudad Vieja.
Alón murió en 1980, y al año siguiente el gobierno israelí aprobó la Ley de los Altos del Golán, anejando efectivamente la mayor parte de la gobernación siria de Quneitra.